# Amalthocera
Amalthocera är ett släkte av fjärilar. Amalthocera ingår i familjen Thyrididae.
Kladogram enligt Catalogue of Life:
| Amalthocera | \| \| Amalthocera ornata \| \| \| \| \| \| Amalthocera tiphys \| \| \| \| |
|             | \| \| Amalthocera ornata \| \| \| \| \| \| Amalthocera tiphys \| \| \| \| |
|             | Amalthocera ornata                                                        |
|             |                                                                           |
|             | Amalthocera tiphys                                                        |
|             |                                                                           |